# Aldo Ghira
Aldo Ghira (ur. 4 kwietnia 1920 w Trieście, zm. 13 lipca 1991 w Rzymie) – włoski piłkarz wodny, członek kadry Włoch, która zdobyła złoty medal na Letnich Igrzyskach Olimpijskich w Londynie. Wystąpił we wszystkich siedmiu meczach.